# ハーモニーランド
ハーモニーランドは、日本の大分県速見郡日出町にあるサンリオキャラクターをモチーフとした屋外型テーマパーク。東京都多摩市にある屋内型テーマパークサンリオピューロランドの姉妹施設。

## 沿革
大分県が設置する都市公園計画「一村一品クラフト公園」内に都市計画施設特許事業の一環で公園内施設として建設され、1991年4月26日に開園した。東京のサンリオピューロランドと同様、企画・開発に米国ランドマーク社も関わった。「皇太子殿下御成婚記念庭園」に隣接する。
本テーマパーク建設・運営のため、株式の49パーセントを大分県・日出町、51パーセントをサンリオが出資して、第三セクター「株式会社ハーモニーランド」を設立した。2006年4月からは「一村一品クラフト公園」全体の管理も行っている。ハーモニーランド自体は「別府くじゅうリゾート構想」における重点整備地区内の特定民間施設に設定されているため、公文書上の正式名称は『大分県一村一品クラフト公園 ハーモニーランド』である。
サンリオのテレビ番組キティズパラダイスPLUSの公開収録も年2回行われていた（2009年以降は大分朝日放送・TVQ九州放送のネット打ち切りのため未実施）。1995年から2004年まではテレビ大分制作のキティズパーティー（→キティズパーティー2）の公開収録が園内のフェスティバルステージで定期的に行われていた。同番組「キティズパーティー2」のみ、再編集版の「総集編（上）（下）」が1997年頃にVHSビデオソフトとして限定発売された（同VHSソフトは現在は廃盤である）。
1993年7月21日に「ホワイトバーズスクエア」がオープンした。この時から「大観覧車」が稼動、ショーステージも増設された。ホワイトバーズスクエアのオープン当初から稼動していた「動く歩道」は2002年頃に故障とメンテナンス続行不可のため、廃止された。その遺構は現在でも同エリアに移動する為の階段脇に見ることが出来る。元々「ホワイトバーズスクエア」は「ハーモニーランド 第2エリア(仮)」と呼ばれたが、オープン時に「ホワイトバーズスクエア」の正式名称が名付けられた。
2009年、園内の一部エリアを再整備・開拓した上で「ハローキティの湯」（仮称）という温泉施設を開業する予定だったが、開業費用 約30億円の調達が不可能な事と、来場者増が見込めない為それらの計画は事実上廃止された。
2009年7月、サンリオ、株式会社サンリオピューロランド、株式会社ハーモニーランドが経営統合し設立されたサンリオエンターテイメントが設立され、本テーマパークの運営を引き継いでいる。
2017年8月26日一般社団法人アニメツーリズム協会は国内外のアニメファンの投票をもとに「訪れてみたい日本のアニメ聖地88（2018年版）」の一つにハーモニーランドの施設が選定されている。
2019年12月に中国武漢市で発生した新型コロナウイルス（COVID-19）の世界的な流行により、来場者及び従業員の安全を考慮するため、2020年2月22日から6月7日まで臨時休園を実施。

## アトラクションと施設
※（ 　）内はアトラクション名の変遷など。

### ハーモニーパーク
- キティキャッスル[11]（旧ハーモニーキャッスル → 神話と宮殿の伝説[要出典]　提供：バンダイ→[要出典]キリンビバレッジ[12]）
- リズミックコースター[11]
- ハーモニートレイン[11]（提供：アサヒコーポレーション→[要出典]セディナ→ SMBCファイナンスサービス株式会社[13]）
- サンリオニンジャトライアル[11]（旧夢のタイムマシン[要出典]　提供：損害保険ジャパン日本興亜（旧・安田海上火災保険→損害保険ジャパン）→[要出典]東京海上日動火災保険[14]）
- サンリオキャラクターヒルズ[11]

### ホワイトバーズスクエア
- サンリオEVゴーカート[11][注 1]
- 大観覧車ワンダーパノラマ[11]（旧ハーモニー観覧車→ワンダーパノラマ）[要出典]
- エンジェルコースター[11]
- スカイジェット[11]
- スカイファン[11]
- ストロベリーカフェ[11]
- フェアリーキティカルーセル[11]（旧ホワイトカルーセルの廃止後に新設置された。[要出典]提供:森永製菓[16]）
- ポップンスマイル[11]
- スピントリック[11]
- ゲームプラザ[11]
- プラザステージ[17]（旧シナモンテラスステージ）[要出典]

### カーニバルスクエア
- サンリオキャラクターボートライド[11]（ファンタスティックボートライド[要出典]　提供：富国生命保険[18]）
- フェスティバルステージ[17]

### レストラン
- 豊の国ハーベストハウス（1F グリーンカウンター、2F ハーベストテーブル[19])
- サーカスキッチン[19]
- ハッピーカフェ[19]（旧シナモンテラス・パーラー）[要出典]

### ショップ
- カントリーマーケット[20]
- キャラクターパレード[20]
- サンリオnakayokuショップ[20]
- リトルギフト[20]

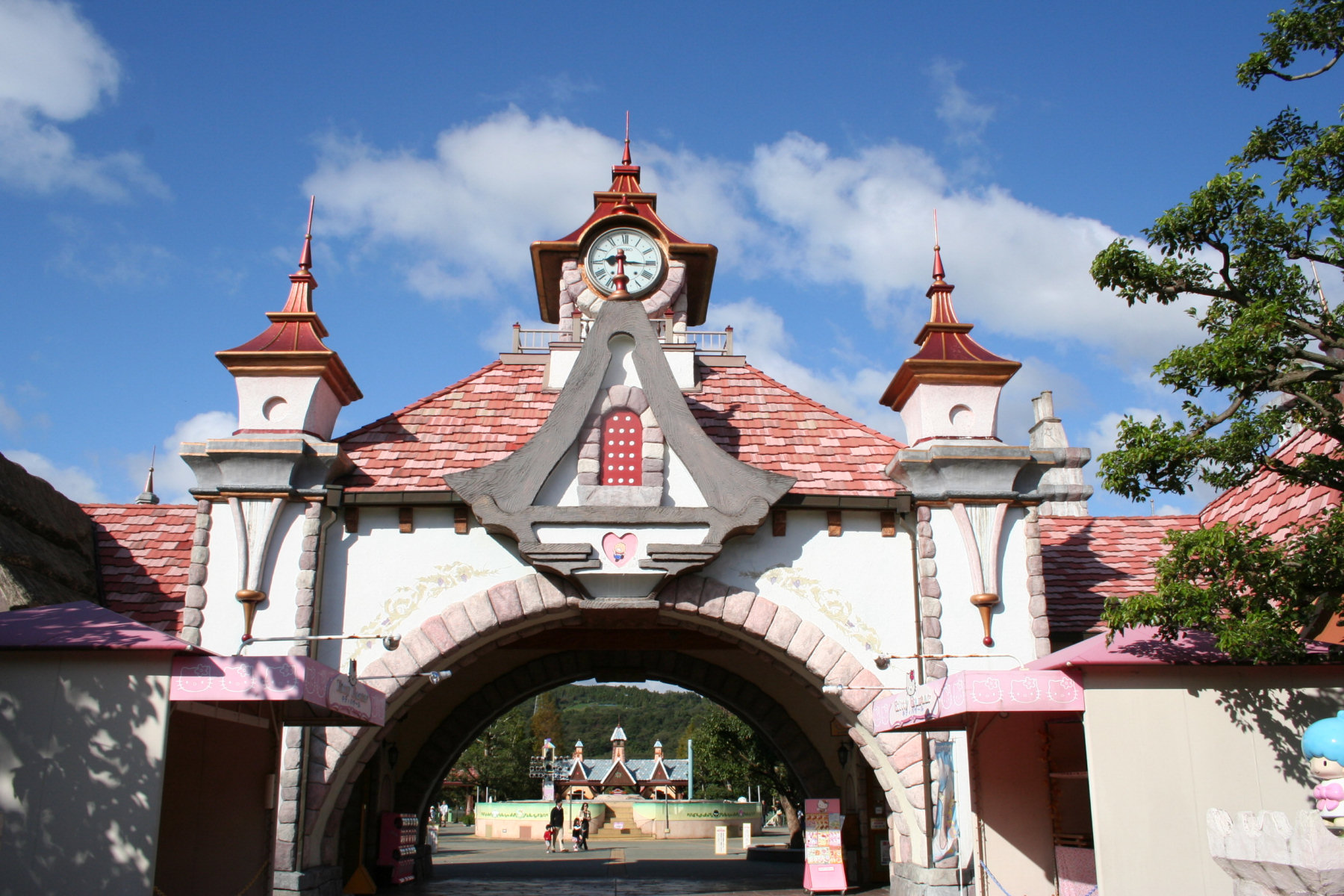
ハーモニーランド正門
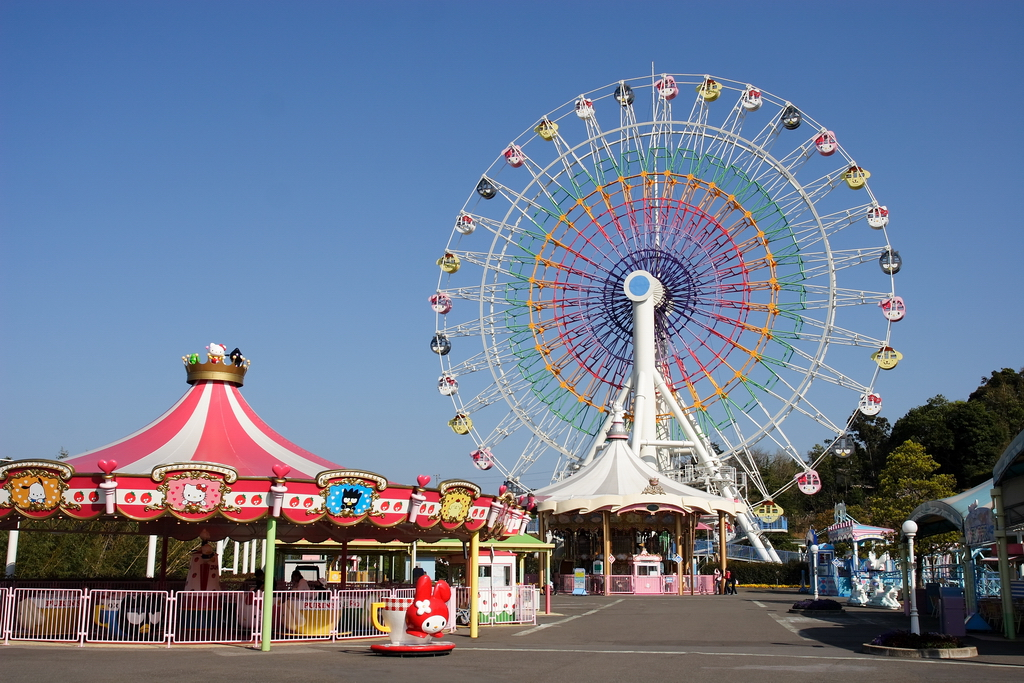
ハーモニーランド内にある大観覧車

## 主なショーやパレード、イベント
※（　 ）は現在行われている場所。

### 現在上演中の演目
- パレードパラレル（ハーモニービレッジ） - 屋根付きステージで上演。キティ、マイメロディ、シナモン、キキ&ララが登場。観覧エリアは着席観覧エリアと立ち見観覧エリアに分かれている[21]。2015年3月21日よりスタート（しかし3月14日から18日、20日にはゲネプロ（通し稽古）が公開されている[要出典]）。演出、作詞は、齋藤豊治[22]。
- ハッピーバースデーショー　nakayoku birthday プリンセスキティ号（プラザステージ）[23]
- ビンゴゲーム（プラザステージ）[23]
- ハッピータイム（ハーモニーパーク） - 歌とダンスの後、グリーティングができる。季節によって内容・出演キャラクターが変わる。[要出典]
- イルミネーション - 主に立秋から翌年の春休みまでの土休日の夜間営業日に開催。園内（一部地域を除く）を15万球超えるLEDで照らす。ホワイトバーズスクエアも営業している事が多く、観覧車に乗って見渡すこともできる。YAHOOの全国イルミネーションランキングで毎年上位にランクされている。[要出典]
- シナモロールの青空楽団(プラザステージ)2022年3/26上演開始[24]

### 過去の上演演目
- 1991年4月26日〜1999年3月： 「ハローキティのハッピーバースデーショー」（フェスティバルステージ→ホワイトバーズスクエアステージ（現.プラザステージ）） - このショーがハーモニーランドで上演されたショーの第1号で、上演時間約35分、ハーモニーランド制作のオリジナル曲が多数使われた。ショー内容は、ハローキティ、マイメロディ、けろっぴ、たあ坊、ハンギョドンとハーモニーフレンズが当日お誕生日のゲストを舞台に招いてお祝いするショー。このショーのハローキティの声は唯一「小山茉美」版で愛らしい初期キティの声が印象的だった。ショーの最後にはハローキティから舞台上のゲストへ『ハーモニーランド名誉市民』の賞状が渡された。1996年以降に上演された同ショーの後期版ではステージの広さとショー進行の関係上、ダンサー2名とハンギョドンが降板し、1998年以降の同ショーでは観客数の減少に伴い上演場所がホワイトバーズスクエアステージに移動し、登場キャラクターもハローキティ、マロンクリーム、マイメロディの3体になり、ダンサー数も削減しショー本編の上演時間も20分に短縮された。
- 1991年4月26日〜1998年3月： 「願いの泉 パフォーマンスショー」（ハーモニービレッジ） - このショーがハーモニーランドで上演されたショーの第2号。ハーモニーフレンズが願いの泉の噴水と音楽と共演するミニショーで、登場キャラクターは、ハローキティ、マイメロディ、けろっぴ、たあ坊の4体。ハーモニーフレンズは踊りを踊るチームと、泉の中心部に設置した打楽器を演奏するチームに分れ、それぞれがまさしく踊りと演奏で「ハーモニー」を成していた。96年以降の後期版は、キャラクターが登場しない「ダンサーのみ版」と、特定日だけキャラクターが登場する「全長版」の2種が上演されていた。
- 1991年4月26日〜1997年4月25日： 「ファンタスティックハーモニーランドパレード -白い鳥からの贈り物-」（ハーモニービレッジ） - ハローキティやサンリオキャラクターとハーモニーフレンズの共演による「豊の国の白い鳥伝説（幸せの白鳥伝説）」を模したパレード。このパレードがハーモニーランドで最初に行われたパレードである。パレードは、豪華な装飾のフロートとキャラクターの衣装、ダンサーの舞踊と音楽の一体感が素晴らしいものだった。登場キャラクターはハローキティ、マイメロディ、けろっぴ、ぽこぽん、ハンギョドン、たあ坊の6体。初期版では、ハーモニービレッジに集う観客（ゲスト）に対し演出上『幸せの白い鳥が飛来する！』などの記述のある、非売品のチラシやビラが配られた。同ショーで使われた楽曲としては、サンリオピューロランド「スターライトパレード」初期版用に作曲された“ビレッジワーカーソング”の全長版が使われ、その他の楽曲はアップテンポでビートの効いたハーモニーランドオリジナルの楽曲（キティ＆ギャングなど）が多数使われた。（ビレッジワーカーソングの全長版は、ピューロランドでは聴く事が出来ず、ハーモニーランドでのみ聴く事が出来た）
- 1996年4月20日〜1999年： 「ミュージカル イッツ・ワンダフル」（ホワイトバーススクエアステージ） - ハローキティとアヒルのペックル、ハーモニーフレンズが共演した、ウェスタン風ミュージカルショー。基本人員編成は、ハーモニーフレンズ6名＋キャラクター2名。ショー上演時間は約25分、1日2回が基本的な上演回数だった。1998年以降の約一年間はショー開催が不定期だった。アヒルのペックルとハローキティがウェスタン風のコスチュームに扮して、ウェスタンヒットナンバーに乗って歌い、踊った。
- 1996年6月25日〜1998年：「ハローキティ 夢の贈り物」（フェスティバルステージ） - サンリオピューロランド内「メルヘンシアター」で上演の同演目をハーモニーランドでも上演した。登場キャラクターはビューロランドと同編成で、ダンサーの人数編成がピューロランド上演時よりも2名少なかったが使用楽曲や背景セット、衣装などはピューロランドと同一の物を使用していた。
- 1997年4月26日〜：「アッチェロンド」（ハーモニービレッジ） - アッチェロンドは、音楽用語のアッチェレランド（Accelerando＝もっと早く）とロンド（Rondo＝まわる）を合わせた造語。今までのパレードより、もっとスピーディーに、もっと華やかに、もっとドキドキワクワクさせるようなものであった。新曲あり、これまでの6台のフロート（山車）に加え、巨大な舞台装置やドッキリびっくりの特殊効果も加えた。ショーの上演時間は約20分。キャストには、ハローキティを先頭に、バッドばつ丸、ペックル、ポチャッコ、もん吉、たあ坊、マロンクリーム、けろっぴ、キキ、ララ、ぽこぽん、その他クラウン、アニマルダンサー、フロートダンサーなど計35名を起用。
- 1996年〜1997年のシーズンイベント：「ザ・セレブレイションパレード」（春休み、GW期間、夏季に開催）、「ファンタジーナイトショー」（GW期間とお盆期間に集中開催）、「グランドミュージカル ハーモニービレッジの収穫祭」（9月下旬から10月に開催）、「キティズ バースデーショー」（11月の祝祭日に開催）、「カウントダウンショー」（大晦日に開催）
- ファンタジーナイトショー〜CIRCLE LIFE（サークルライフ）〜（キティキャッスル前） - ハーモニーパーク中の灯りが消え、ライトアップされるキティキャッスルを舞台に繰り広げられるナイトショー。思わず踊りだしたくなるような華やかなダンスナンバーと曲に合わせた様々な光の演出、そして盛大な花火、すべてがひとつになって織り成すハーモニーランドが誇る最大級のエンターテイメント。上演時間は約30分（途中サンリオピューロランドで行われていた、パレードコズミックファンタジーの曲が流れるシーンもある）。
- キティズバースデーパーティー（フェスティバルステージ） - キティが活躍してきた数々のショーのダンスナンバーをメドレーでつづるショー。このショーではキティズ・ドリームファクトリーと同じく当日が誕生日・誕生月の人も一緒に祝う。
- マジカル☆ハーモニー学園（シナモンテラスステージ） - ハーモニー学園5人の生徒とジュエルペットによるバラエティーショー。1年毎に生徒が進級して内容が変わり3年間の上演だった。ルビー・サフィ・ラブラは3年間出演、ガーネットは1・3年、エンジェラは2年時のみの出演。1・2年時は希望者は先着でステージに上がって主演者と一緒にダンスができるシーンがあった。2年時になるとその整理券欲しさに開園直後親がダッシュする現象も見られ、事故防止のために入場ゲート前で配布するまでに至り、3年時では廃止された。
- 2001年3月20日〜2014年11月9日：パレード・ノア（ハーモニービレッジ）「宇宙と生命」「見えないものの大切さ」をテーマに驚きと感動のエンターテイメント。ハーモニーランド史上最高のフロート「ノア」と数々の惑星フロートが登場。
- 2005年7月〜2010年8月：パレード・ノア ナイトver.（ハーモニービレッジ） - 星空と光につつまれて繰り広げられる壮大で幻想的なナイトエンターテイメント。
- 2010年11月〜2014年11月9日：パレード・ノア　点灯式（ハーモニービレッジ） - 夜間営業日にイルミネーション点灯式を兼ねて上演される。ちょうど辺りが暗くなるころに始まる。キティの合図でイルミネーションを一斉点灯。
- パレード・アクア（ハーモニービレッジ） - 吹き上がる噴水やミスト。水の惑星・地球をテーマにした新しいエンターテイメント。音楽に合わせてフロートからも水が出てくる。パレード・ノアの終了とエリア改修、フロートの改造に伴い、告知も無く終演を迎えた[注 2][注 3]。* シナモン・ウサハナの夢の贈り物（フェスティバルステージ） - シナモンとウサハナがプレゼンテーターを務める、キティたち4人それぞれの夢がテーマのミュージカル。
- キティズ・ドリームファクトリー（プラザステージ） - キティ、シナモン、ばつ丸等のドリームファクトリーのメンバーが、その日が誕生日、誕生月の人を祝うショー。〜2017年10月31日
- イル☆ミラクル（キティキャッスル前） - 夜間営業日に上演されるキティとダンサーによるミニライブ[注 4]。オリジナル曲とヒット曲[注 5]に合わせダンスをする。季節ごとに内容が変わり、花火も上がるスペシャルバージョンで行われることもある。[要出典]
- カウントダウンパーティ（キティキャッスル前） - 大晦日に行われるハーモニーランド最大のスペシャルイベント。多数のキャラクターとダンサー全員が出演。紅組・白組に分かれての歌合戦・カウントダウン・ニューイヤーパーティの構成、花火も上がる。[要出典]
- ウィシュミーメルのイースターセレブレーション2021年4月23日〜6月1日[25]
- マイメロディのマイフレンド（プラザステージ） - マイメロディが主演し、クロミ・もんきちが出演するミュージカルコメディ。[要出典]
- 「お・も・て・な・し」のキティカフェ（プラザステージ）2016年3月〜2021年12月26日

- 花の妖精フローレンス（現プラザステージ）
- シナモンのひみつの扉はどこ?
- シュガーバニーズのきっとうまくいくよ!（現プラザステージ）
- カフェシナモンはおおさわぎ!（現プラザステージ）
- YOU ARE THE TOP!（フェスティバルステージ）

「春のキラキラ★ドリームステージ」
- 2009.03.21： 「影山ヒロノブ」オンステージ
- 2009.03.28： 見てみよう！知ってみよう！フットサル「バサジィ大分」の青柳選手・仁部屋選手が来園！
- 2009.04.05： 見てみよう！知ってみよう！チアリーディングNBUチアリーディング部「BRAVES」オンステージ

「GWのキラキラ★ドリームステージ」
- 2009.05.03： 「さとうひろみちお兄さん」オンステージ
- 2009.05.05： 「渡り廊下走り隊」オンステージ

スペシャルイベント
- 2009.06.13： 見てみよう！知ってみようバレーボール「大分三好ヴァイセアドラー」の選手がやってくる！

「ハローキティのバースデーフェア」スペシャルワンデーイベント
- 2009.11.01： NBU（日本文理大学）チアリーディング部「BRAVES」
- 2009.11.03： NBU（日本文理大学）吹奏楽部

シルバーウィーク・スペシャル1DAYイベント
- 2009.09.22： 辻希美さん ハーモニーランド1日園長就任

「ニューイヤーズパーティー2010」新春スペシャル演芸会
- 2010.01.01〜2010.01.03：  三雲いおり
- 2010.01.03・2010.01.04：  ハローキティ×桜塚やっくん「やっキティ」
- 2010.01.05：  Mr.BUNBUN

サンリオ50周年記念イベント
- 2010.07.18： きよこお姉さんスペシャルステージ〜「ダンス・ダンス・カーニバル！」

「キラキラ★ドリームナイト」
- 2010.07.18：」今成佳奈オンステージ
- 2010.08.13・2010.08.14： Pixy Chicksオンステージ
- 2010.08.15：樋口了一オンステージ
- 2010.08.21： indigo blueオンステージ
- 2010.08.28： 唄人羽オンステージ

「ウインターフェスティバル2011」新春大道芸大会
- 2010.12.29〜2010.12.31： 三雲いおり
- 2011.01.01〜2011.01.03： ファニーボーンズ
- 2011.01.07・2011.01.08： サンキュー手塚
- 2011.01.09： 渡辺あきら
- 2011.01.10： 心を持ちたいロボットのぞみ

スペシャルイベント
- 2011.06.11： 見てみよう！知ってみよう！バレーボール「大分三好ヴァイセアドラー」
- 2011.06.19： 見てみよう！知ってみよう！フットサル「バサジィ大分」

「キラキラ★ドリームステージ」
- 2015.05.24：日本文理大学チアリーディング部「BRAVES」オンステージ

スペシャルイベント
- 2015.06.07：見てみよう！知ってみよう！フットサル「パサジィ大分」の選手がやってくる！
- 2015.06.20：見てみよう！知ってみよう！バレーボール「大分三好ヴァイセアドラー」の選手がやってくる！

## 旧アトラクション・施設など
（　 ）内はアトラクションが存在したエリア名。※はアトラクションの内容。
- 願いの泉（ハーモニービレッジ）※ハーモニービレッジ中央に位置した、ショーの行えるコンピューター制御式噴水アトラクション。[要出典]
- ハンギョドンのにんじゃもんじゃ（ハーモニーガーデン）※入場無料。子供用の簡易アスレチックアトラクション[26][27]。
- アヒルのペックルのジャブジャブ池（ハーモニーガーデン）※入場無料。子供用の簡易水上アスレチックアトラクション[26][27]。
- ふれあい動物広場（ハーモニーガーデン）※入場無料。ウサギやヤギなどの小動物園[26][27]。
- ピクニックガーデン（カーニバルスクエア）※ゲストが持ち込んだ飲食物を楽しむためのエリア。[要出典]
- クラフトマンの工房（ハーモニービレッジ）※木工細工の販売＆木工体験が出来たショップ[28]。
- アイスクリームミニプラント（ハーモニービレッジ）[29][30]※サンリオピューロランド「アイスクリームのミニプラント」の流用アトラクション。 提供：九州乳業（みどり牛乳）[要出典]
- フォトミニプラント（ハーモニービレッジ）[29][30]※サンリオピューロランド「写真のミニプラント」の流用アトラクション。 提供：富士写真フイルム[要出典]
- コーク・夢のプラント（ハーモニービレッジ）[29][30]※サンリオピューロランド「コカコーラ・ポケットサーカス」の流用＆改良型アトラクション。 提供：南九州コカ・コーラボトリング[要出典]
- 森のジュースファクトリー（ハーモニービレッジ）[29][30]※サンリオピューロランド「ジュースのミニプラント」の流用アトラクション。 提供：キリンビール・キリンビバレッジ[要出典]
- 変身写真 夢のフォトコーナー（ハーモニービレッジ）※メモリアルフォトグラフ体験。大人用と子供用のドレスやコスチュームに着替えて専用写真室で写真撮影が出来た。写真機材提供：富士写真フイルム[要出典]
- ホワイトカルーセル（ハーモニーパーク）※ハーモニーパークの再整備に伴って撤去され、ホワイトバーズスクエアに新しい物が設置された。[要出典]
- 自然のハーモニーシアター（ハーモニーパーク）※姉妹パーク「サンリオピューロランド」のフェアリーランドシアターの要素を転用した多目的シアター。[要出典]
- 神話と伝説の宮殿（ハーモニーパーク）※宮殿内のシアターでは「豊の国の白い鳥伝説」の物語を上演していた。[要出典]
- ドラゴンコースター（ホワイトバーズスクエア）※かぐや姫物語に登場する竜を模したアトラクション。[要出典]
- スカイフライト（ホワイトバーズスクエア）※ぞう（象）型のライドが廻りながら回転飛行するタイプのアトラクション。[要出典]
- ツインドラゴン（ホワイトバーススクエア）※かぐや姫物語に登場する竜を模したアトラクション。[要出典]
- リトルサーキット（ホワイトバーズスクエア）※サンリオキャラクターの電動ミニカートに乗ってドライブができる幼児・子供向けのアトラクション。[要出典]
- My Melody in Akazukin（旧自然のハーモニーシアター→ イベントホール→KITTY ROBOT　提供：アサヒシューズ（旧・アサヒコーポレーション））[要出典]

## その他
- 1991年4月の開園から10周年までは「DO」（ドゥ）と呼称したハーモニーランド独自の通貨単位でアトラクション料金と観覧料金を設定していた。ちなみにサンリオピューロランドでは「JOY」（ジョイ）の呼称で独自のアトラクション料金を設定していた（※DO500は日本円の500円、DO300は300円、DO100は100円で、園内のアトラクションなどはDO500かDO300かDO100の組み合わせで楽しむ事が出来た。「DO」チケットは園内のインフォメーションカウンターやメインエントランスで購入出来た）。[要出典]
- 従来、ハーモニーランドのテレビCMは九州（大分県）から中国地方の一部の地上波テレビだけで流されていたが、1995年以降はCS放送局「キッズステーション」で全国に向けて流された。[要出典]
- 1991年5月「ハーモニーランド 完全ガイドブック」がサンリオ出版から発売された（2011年現在、同書籍は絶版）。
- 1993年9月「愛と夢 優しい気持ちに逢える国〜ハーモニーランド完全ガイド」というVHSソフトがサンリオビデオから発売された（2011年現在、同ビデオソフトは廃盤）。担当声優は本家と違い、ハローキティの声を岡村明美、ポチャッコの声を喜田あゆみ、ペックルの声を近藤玲子がそれぞれ務めていた。
- 園内で公演されるショー楽曲のほとんどはサンリオピューロランドで過去に上演されたショー音源の「お下がり」であるが、ハーモニー側の音響素材編集が秀逸なため、それら楽曲が古い物の使い回しだと分かりにくい（だが、サンリオピューロランドを訪れたゲストには分ってしまうらしい）。
- サンリオキャラクター（着ぐるみ）の一部はサンリオピューロランドの「お下がり」だったが、ハーモニーキャラクターとの混成だったため分りにくかったが、1997年以降ハーモニーキャラクターの更新が行われ、衣装や着ぐるみのメンテナンスも改良されピューロランドからの「お下がり」は頻度が減少した。[要出典]
- 開園当初、ハーモニーフレンズの一部（ダンサーや一部キャストなど）はサンリオピューロランドでの実地研修を経てからハーモニーランドで出演する形式だった。[要出典]
- ハーモニーランドは屋外テーマパークなので、雨天時のキャラクターグリーティング対策として『キャラクター用レインコート』を独自に開発し、ハローキティやキキとララなどがそれを着て「雨の日グリーティング」を1991年6月以降から実施していた。[要出典]
- 姉妹パークのサンリオピューロランドでは1997年にコスチュームなどがリニューアルされた「マイメロディ」だったが、ハーモニーランドでは1999年までリニューアル前の旧マイメロディ（星装飾&ピンク色のワンピース姿）が現役で活躍していた。[要出典]
- ハーモニーランドに出演しているマロンクリームは帽子をかぶっていないが、姉妹パークのサンリオピューロランドではピンク色の帽子をほぼ常時かぶっている。[要出典]
- ハーモニーランドでは1991年の開園以来、長い間「マイメロディ」を「メロディ」とキャラクター名だけで呼称していた（姉妹パークのサンリオピューロランドでは「マイメロディ」の呼称が一般的だった）。[要出典]
- 1996年にフェスティバルステージエリアの一部リニューアルが行われた際、（株）ハーモニーランドが「宝くじ助成金」の交付を受けて客席部分の天蓋（覆い）を建設・設置した。[要出典]
- ハーモニートレインは当初4編成（ハローキティ号、けろけろけろっぴ号、みんなのたあ坊号、ぽこぽん日記号）があった。９３年頃から、そのうちの一編成ハローキティ号は、豊の国ハーベストハウス前に展示されていた。老朽化の影響により解体済み。過去にはオリジナルトレインカントリー号【みんなのたあ坊から名前を変更】と言う唯一昔からあったトレインがあったが現在は新型コロナウイルスの影響によりお客様の需要が見込めない為と車両老朽化の為、運用から離脱し現在は車両基地に置かれている。（現在は、ハッピースマイルシナモン号、ハッピーバースデーキティ号）の２編成が活躍している。また、機関車のモデルは、キティちゃんがイギリス生まれのことから、マンチェスター鉄道、ロケット号がモデルである。[要出典]
- キティキャッスル近くに以前設置されていた「ハーモニーカルーセル」は、ハーモニーランドの客足低下でメンテナンス費用が出せなかった事と、ハーモニービレッジから一直線上の見通しでキティキャッスルが見えないなどの理由により2001年頃に廃止された。[要出典]
- 1996年7月にオープンした新エリア『ホワイトバーズスクエア』の開発コンセプトは、「かぐや姫物語の世界と冒険を再現したエリア」だった。そのコンセプトに従って、ドラゴンコースターなどのアトラクションが導入・設置された。[要出典]
- ハーモニーランド誕生5周年を記念して1996年4月〜9月末まで「キャラクタータウン」をメインエントランス前の敷地に特設ドームを設置した上で開催した。当時の開催内容は、懐かしのサンリオ秘蔵キャラクターグッズ展示、初公開！キティちゃんのお部屋、ばつ丸の迷路、ペックルのボールプール、ハローキティふわふわなどだった。なお、冬季は「アイスドーム」として転用された。[要出典]
- 1999年の夏、ハローキティが台湾で大流行し、台湾のマクドナルドで「ハローキティ騒動」が勃発した[31]。台湾のマクドナルド各店では、販売促進のため、ハローキティ人形を、1ヶ月で計4タイプ、マックセットを注文した客には69ニュー台湾ドル、ハローキティ人形だけの場合には119ニュー台湾ドルで販売したところ、台湾のマクドナルド各店では開店前の夜中から長い行列ができ、50万個用意したハローキティ人形は開店とほぼ同時に売り切れ、台湾のマクドナルド各店は販売を正午に変更するなどして対応したが、その後も毎週販売とほぼ同時に売り切れとなり、行列を待つ人の間での暴力事件も起きた[31]。ハローキティは、アジアでの人気が特に高く、香港のマクドナルド各店も1999年7月にハローキティ人形を販売したが、全部で250万個のハローキティ人形は3日で売り切れ、ハーモニーランドの1998年の外国人観光客の80%が香港人であり、1999年の外国人観光客の70%が台湾人である[31]。
- 2013年、「ホワイトバーズスクエア」の一部を改修、ステージとカフェの部分を2階建て構造にして、ステージは席を増設、カフェは透明の壁と冷暖房を設置。2階には電動ゴーカートのコースが設置された[注 1]。[要出典]
- 2013年、「バーンゴルフ」を新設[注 6]。18ホールのパターゴルフで当初は大観覧車の下にあったが、現在はサンリオニンジャトライアル前にある。時間制限はないので好きなだけ遊べる。大人でも楽しめるほど難易度は高いが全てのホールでホールインワン可能。[要出典]

## 交通アクセス
- 鉄道・路線バス - JR日豊本線杵築駅（特急ソニックの一部が停車）・暘谷駅の両駅から国東観光バスのハーモニーランド方面行きバス（杵築駅前 - ハーモニーランド - 暘谷駅前）に乗車[32]。nimocaやSUGOCAなどのICカード乗車券での運賃精算は不可。
- 自動車 - 大分自動車道 - （日出JCT） - 東九州自動車道 - （速見IC） - 日出バイパス経由で、日出ICから 国道10号を中津方向に進んで約2分。大分空港方面からは、大分空港道路藤原JCT経由で、日出ICから同経路[32]。